# Vincenzo Dalberti
Vincenzo Dalberti (auch D’Alberti oder d’Alberti; * 20. Februar 1763 in Mailand; † 6. April 1849 in Olivone) war ein Schweizer Priester und tessinischer Staatsmann, Politiker und Tessiner Grossrat und Staatsrat.

## Biografie
Vincenzo Dalberti wurde als Sohn des Gian Domenico, Schokoladenfabrikanten, und der Anna Maria Barera in Mailand geboren. Er hatte der Dichter Giuseppe Parini zum Lehrer. Er wurde 1786 in Mailand zum Priester geweiht, war aber schon 1783 mit einer Pfründe in Olivone ausgestattet worden.
Unterpräfekt von Blenio 1798–1800, war er Kaplan von Olivone, als er am 15. Juli 1801 zum Mitglied der kantonalen Tagsatzung gewählt wurde. Im August 1802 war er Mitglied der Kommission, die mit der Ausarbeitung einer kantonalen Verfassung betraut war. Unter der Mediation war er der erste Präsident des Tessiner Kleinen Rates. Er nahm teil an der Consulta von Solothurn und wurde 1813 beauftragt, mit dem Minister Giuseppe Prina zu unterhandeln. Er verteidigte die Souveränitäts- und Unabhängigkeitsrechte des Kantons Tessin. 1815–1817 war er aus der Regierung ausgeschlossen, 1817 wurde er zum Staatsschreiber ernannt, und bis 1830 war er Mitglied der kantonalen Regierung.
Mit der Restauration musste er die Regierung verlassen, aber von 1830 bis 1837 war er wieder Staatsrat, 1839 wurde er erneut zum Staatsschreiber gewählt. Er sass im Tessiner Grossrat von 1803 bis 1815, von 1820 bis 1830 und von 1841 bis 1841; siebenmal war er Vorsitzender, viermal vertrat er das Tessin an der eidg. Tagsatzung (in Zürich 1813, 1814 und 1815; in Bern 1830). Er betätigte sich an der Gründung der öffentlichen gemeinnützigen Gesellschaft und war 1833 in Lugano Vorsitzender der Versammlung der Schweizer Naturforschenden Gesellschaft. Als Vorkämpfer für die Volkserziehung gab er mit anderen Persönlichkeiten von Olivone die Summe von 34.500 Lire zur Gründung eines Klosters von acht Mönchen in Olivone, die mit dem Unterricht in Philosophie betraut waren. Es war dies der Ursprung des Pio istituto von Olivone. 1842 war er beinahe der einzige, der sich öffentlich gegen die eben vom Parlament angenommene Verfassungsreform wandte.